# Cesiònids
Caesionidae és una família de peixos de l'ordre dels perciformes.

## Particularitats
N'hi ha quatre gèneres amb vint espècies. Totes es troben a la conca Indo-Pacífica. Llurs hàbitats preferits són a la vora dels esculls de corall.

## Gèneres
Segons FishBase :
- Gènere Caesio Lacepède, 1801 
  - Caesio caerulaurea Lacepède, 1801
  - Caesio cuning Bloch, 1791
  - Caesio lunaris Cuvier, 1830
  - Caesio striata Rüppell, 1830
  - Caesio suevica Klunzinger, 1884
  - Caesio teres Seale, 1906
  - Caesio varilineata Carpenter, 1987
  - Caesio xanthonota Bleeker, 1853
- Gènere Dipterygonotus Bleeker, 1849
  - Dipterygonotus balteatus Valenciennes, 1830
- Gènere Gymnocaesio Bleeker, 1876 
  - Gymnocaesio gymnoptera Bleeker, 1856
- Gènere Pterocaesio Bleeker, 1876 
  - Pterocaesio capricornis Smith & Smith, 1963
  - Pterocaesio chrysozona Cuvier, 1830
  - Pterocaesio digramma Bleeker, 1864
  - Pterocaesio flavifasciata Allen & Erdmann, 2006
  - Pterocaesio lativittata Carpenter, 1987
  - Pterocaesio marri Schultz, 1953
  - Pterocaesio monikae Allen & Erdmann, 2008
  - Pterocaesio pisang Bleeker, 1853
  - Pterocaesio randalli Carpenter, 1987
  - Pterocaesio tessellata Carpenter, 1987
  - Pterocaesio tile Cuvier, 1830
  - Pterocaesio trilineata Carpenter, 1987